# René Racine
René Racine (n. Quebec, Canadá, 1939) es un profesor y astrónomo canadiense que se especializa en el estudio de los cúmulos globulares. A lo largo de su carrera también realizó estudios sobre galaxias, instrumentos astronómicos y óptica adaptativa.
Obtuvo una licenciatura en física de la Universidad Laval en 1963. Obtuvo su maestría en 1965 y el doctorado en 1967 en la Universidad de Toronto. Logró una beca de investigación en el Instituto Carnegie y, debido a ello, fue becario entre 1967 y 1969 en los observatorios del Monte Palomar y del Monte Wilson cerca de Pasadena (California). Fue director del Observatorio del Monte Mégantic entre 1976 y 1980, del Observatorio Canada, Francia, Hawái entre 1980 y 1984, para luego regresar al Observatorio del Monte Mégantic entre 1984 y 1997.
En 1994, él y otros cinco astrofísicos recalibraron el valor de la constante de Hubble, que ayuda a medir distancias extragalácticas y el tamaño y la edad del Universo.[cita requerida]
El asteroide (45580) Renéracine fue nombrado en honor a Racine.
Racine era miembro de la Orden de Canadá pero renunción a la misma el 1 de junio de 2009 para protestar por el nombramiento de Henry Morgentaler a la orden. Aunque permaneció en la Orden Nacional de Quebec.[cita requerida]